# Serra-di-Ferro
Serra-di-Ferro (korsisch A Sarra di Farru, früher A Sarra di u Farru; italienisch Serra di Ferro) ist eine französische Gemeinde mit 709 Einwohnern (Stand: 1. Januar 2022) im Département Corse-du-Sud auf der Mittelmeerinsel Korsika. Sie gehört zum Arrondissement Ajaccio und zum Kanton Taravo-Ornano. Die Bewohner werden Sarrafarinchi genannt.

## Geografie
Serra-di-Ferro liegt im Tal des Taravo und grenzt im Süden an das Mittelmeer. Das Siedlungsgebiet besteht aus dem Hauptort Porto-Pollo und den Ortschaften Tassinca, Stiliccione und Petra Rossa. Die Nachbargemeinden sind Coti-Chiavari im Westen, Pietrosella im Nordwesten, Cognocoli-Monticchi im Nordosten, Sollacaro im Osten sowie Olmeto im Südosten.
Die Gemeindegemarkung ist teilweise von Macchie, auf korsisch Machja, bedeckt. In der Gemeinde befindet sich der nicht leicht auffindbare Dolmen Tola di u Turmentu.

## Geschichte
Die Gemeinde A Sarra di u Farru wurde am 1. Februar 1878 gegründet.

### Bevölkerungsentwicklung
| Jahr      | 1881 | 1962 | 1968 | 1975 | 1982 | 1990 | 1999 | 2008 | 2012 | 2020 |
| --------- | ---- | ---- | ---- | ---- | ---- | ---- | ---- | ---- | ---- | ---- |
| Einwohner | 547  | 277  | 284  | 334  | 342  | 327  | 352  | 438  | 497  | 563  |

## Sehenswürdigkeiten
- Reste dreier Genuesertürme, vermutlich aus dem 16. Jahrhundert: Torre Vecchia, Turm Capriona und Turm Capannella
- Brücke im Weiler Stiliccione über einem Zufluss des Taravo, erbaut Mitte des 19. Jahrhunderts
- Pfarrkirche Sant’Antonu, vermutlich aus der ersten Hälfte des 19. Jahrhunderts
- Kapelle Saint-Marc im Weiler Tassinca aus der zweiten Hälfte des 19. Jahrhunderts, restauriert im Laufe des 20. Jahrhunderts
- Kapelle Saint-Joseph im Weiler Pietra-Rossa, erbaut vermutlich Mitte des 19. Jahrhunderts
- Kapelle Sainte-Jeanne d’Arc in Porto-Pollo, errichtet im 19./20. Jahrhundert

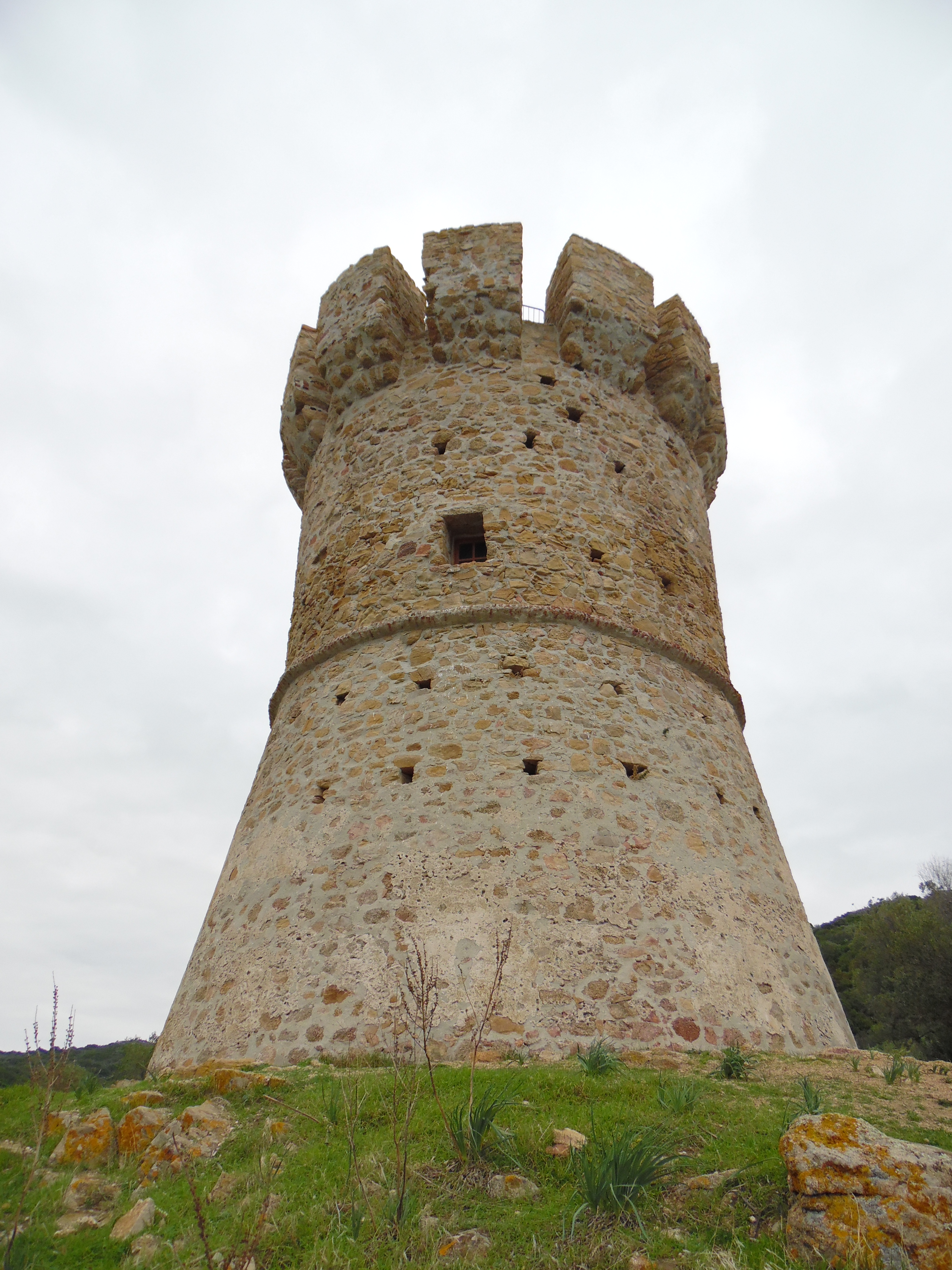
Turm Capannella
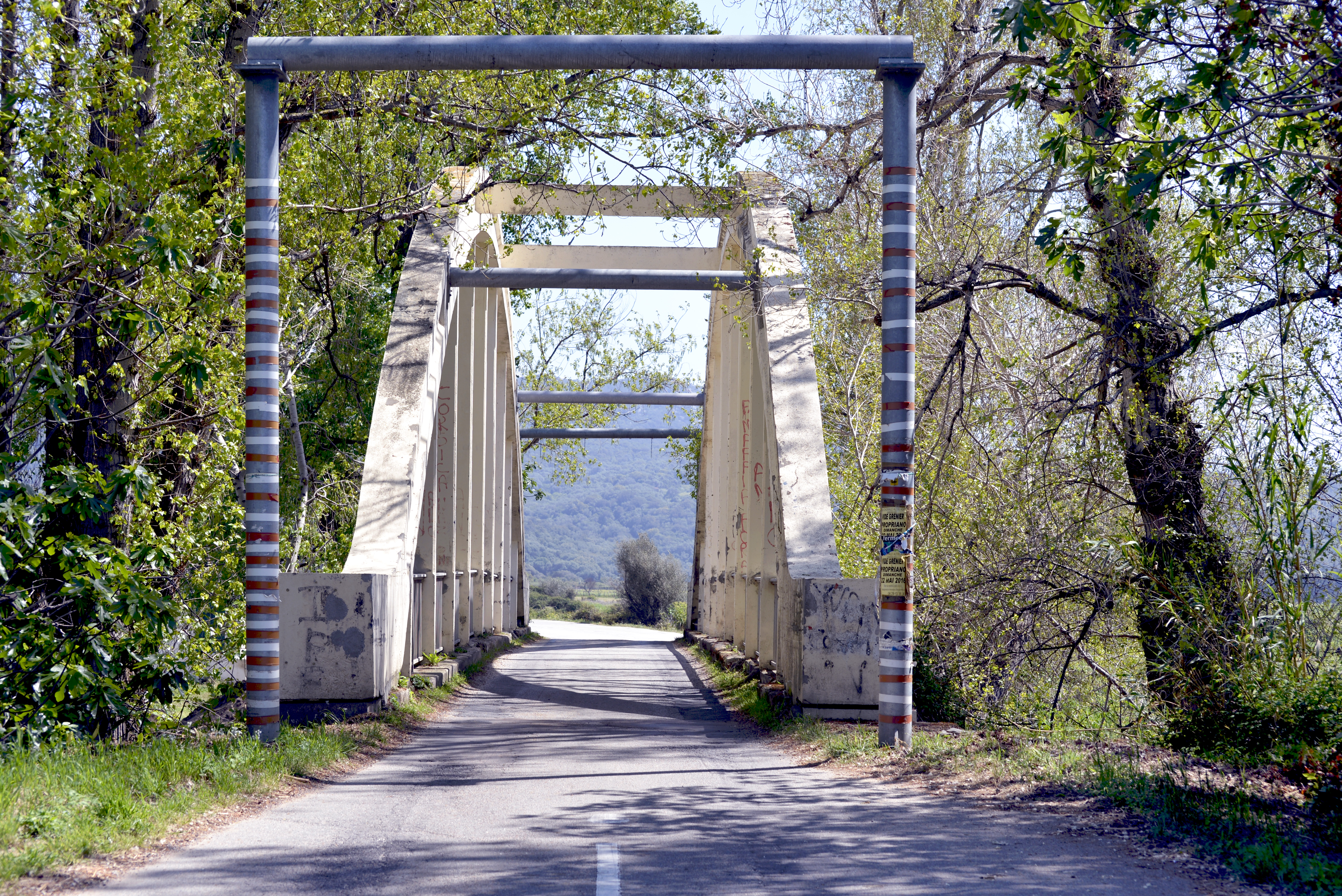
Brücke im Weiler Stiliccion
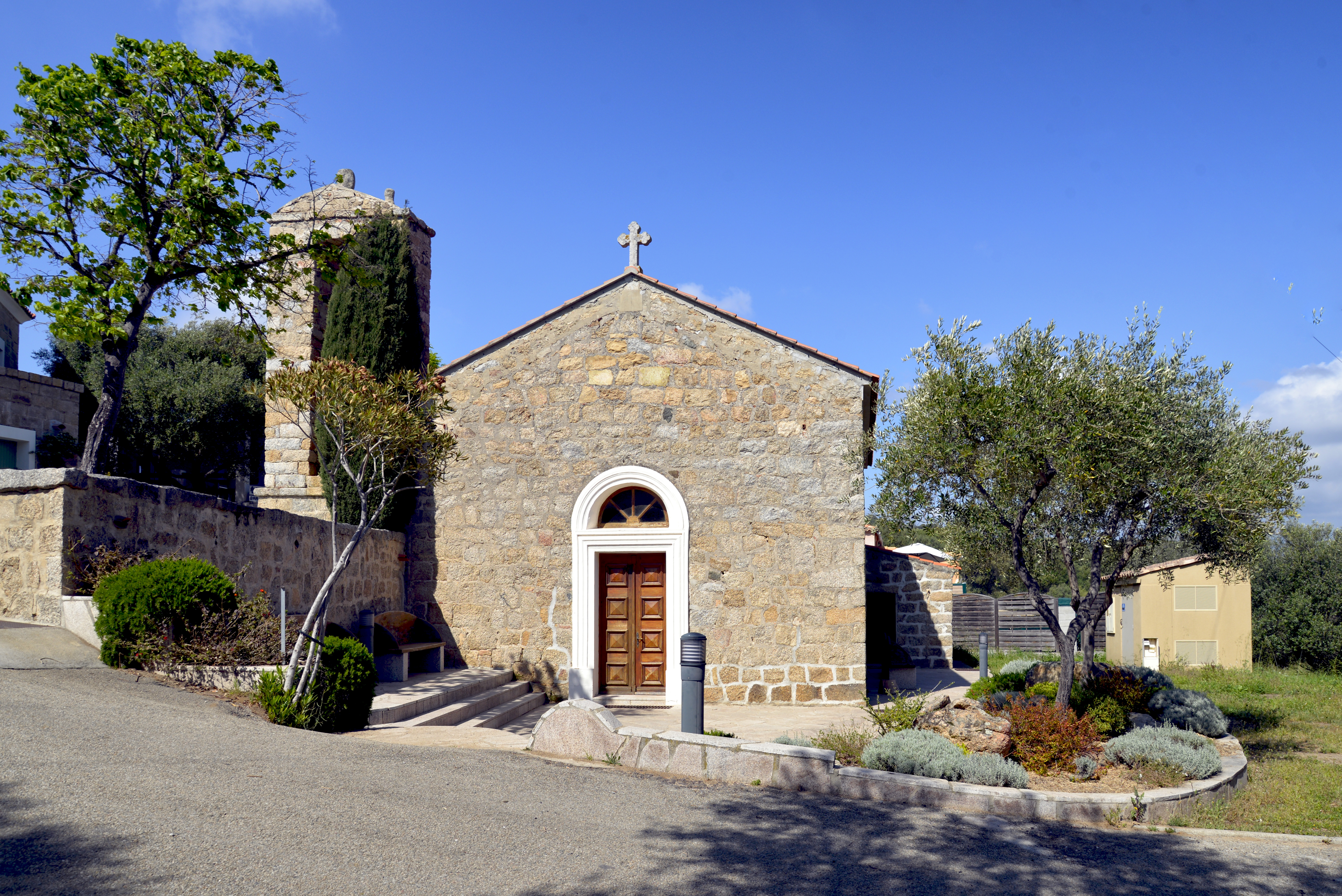
Pfarrkirche Sant’Antonu

## Wirtschaft
In Serra-di-Ferro befinden sich zugelassene Rebflächen des Weinbaugebietes Ajaccio.